# Kal-e Z̄orat
Kal-e Z̄orat (persiska: كل ذرت) är en ort i Iran.   Den ligger i provinsen Hormozgan, i den sydöstra delen av landet, 1 100 km sydost om huvudstaden Teheran. Kal-e Z̄orat ligger 40 meter över havet och antalet invånare är 378.
Terrängen runt Kal-e Z̄orat är platt.Runt Kal-e Z̄orat är det ganska glesbefolkat, med 50 invånare per kvadratkilometer. Närmaste större samhälle är Sarzeh Khārūk, 18,2 km öster om Kal-e Z̄orat. Trakten runt Kal-e Z̄orat är ofruktbar med lite eller ingen växtlighet.